# 共同使用駅

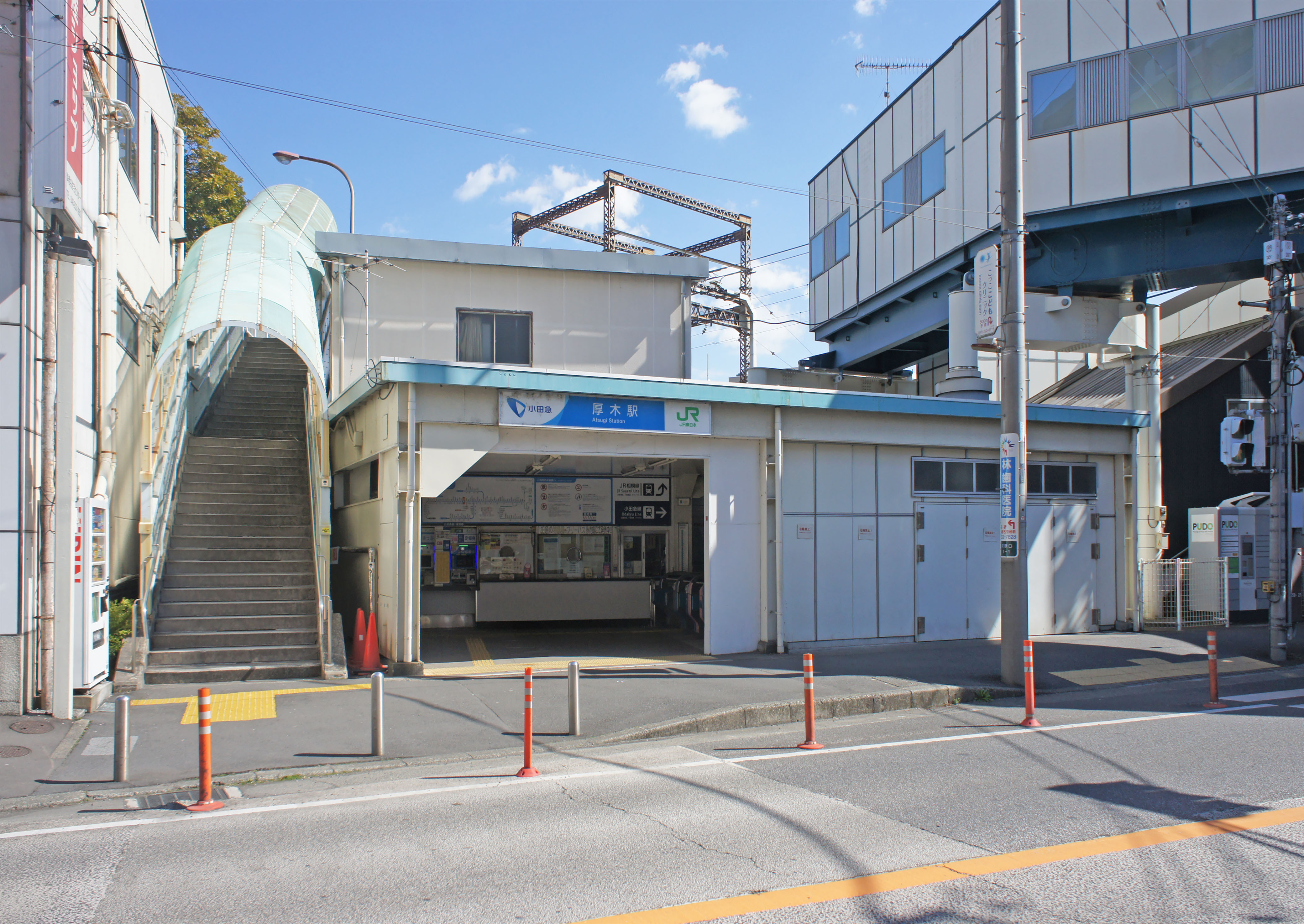
厚木駅（小田急電鉄と東日本旅客鉄道の共同使用駅）

共同使用駅（きょうどうしようえき）は、駅施設（主に改札口・プラットホーム等）を複数の鉄道事業者が共用する鉄道駅である。共同駅とも呼ぶ。

## 概要
同一地点に複数事業者の駅が設けられた場合、事業者側から見れば各駅で業務が重複して無駄が発生すること、乗客からみれば両事業者の路線を乗継ぐ場合にそれぞれの改札を一度ずつ通らなければならないなど、不都合が発生する。そのため、一つの駅施設の管理を協定で複数の事業者が分担する、ないしは特定の一事業者にその他の事業者が委託する事例が生まれる。これが共同使用駅である。
共同使用駅は、直通運転を行う事業者の接点となる駅や、複数の事業者による線路共用区間の駅でも見られる（例:東京メトロ南北線・都営地下鉄三田線の白金高輪駅 - 目黒駅間、北総鉄道北総線・京成成田空港線の一部の駅）。直通運転における事業者境界駅では、駅の管理をいずれか一方の事業者に委託する形が殆どである。
改札口から見た観点では、改札口を一つの事業者が代表して管理する駅の他に、複数ある改札口を別の事業者が管理する駅（例:近鉄富田駅や伊勢市駅）、連絡改札口が存在する駅、改札口のみ異なるが改札内は共同である駅（大鰐温泉駅・大鰐駅など）もある。また、東急・相鉄の新横浜駅やJR西日本・南海の関西空港駅などのように、駅施設全部を複数の事業者で共同管理する事例もある。
なお、改札内が共同使用である駅では、改札を通らない、ノーラッチでの列車乗換が可能となる。入場券については、概ね最低料金の事業者のものに統一されているが、一部例外もある。近年、特にストアードフェアシステム導入後は、直通運転に関係しない共同使用駅では、駅施設の工事等に際して改札口が分離される事例が多くなったが（下北沢駅や桑名駅など）、逆に改札口が統合された駅（谷上駅や九段下駅など）もある。

## ユニオンステーション

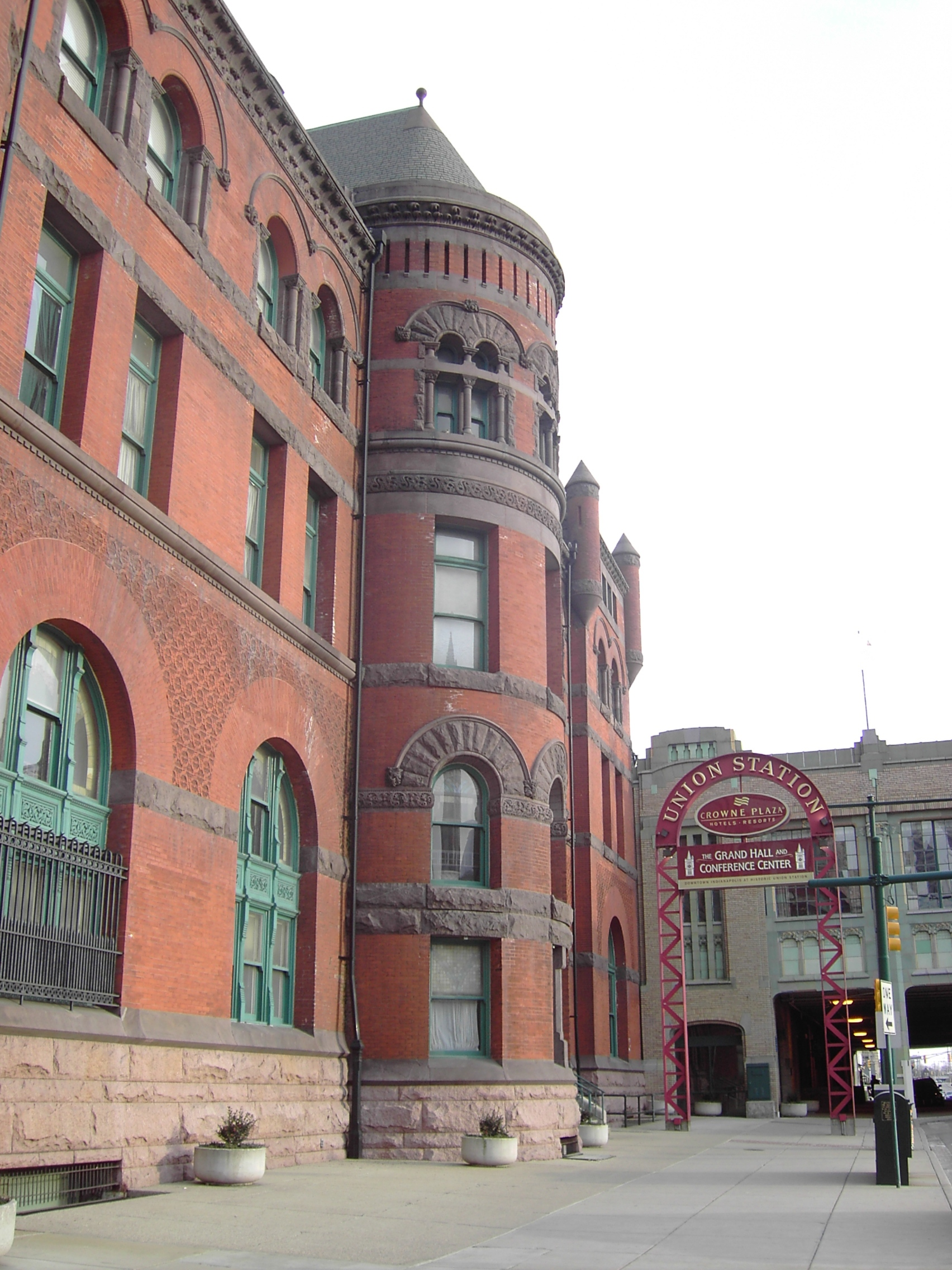
北米のユニオンステーションの一つ、インディアナ州インディアナポリスのインディアナポリス駅。画像の建物は歴史登録財指定の旧駅舎で、既に駅舎としては使用されておらず、イベントスペースなどとして用いられている。
現在は近接する高架下に駅施設があり、原則としてアムトラックの列車が専ら乗り入れ使用する。

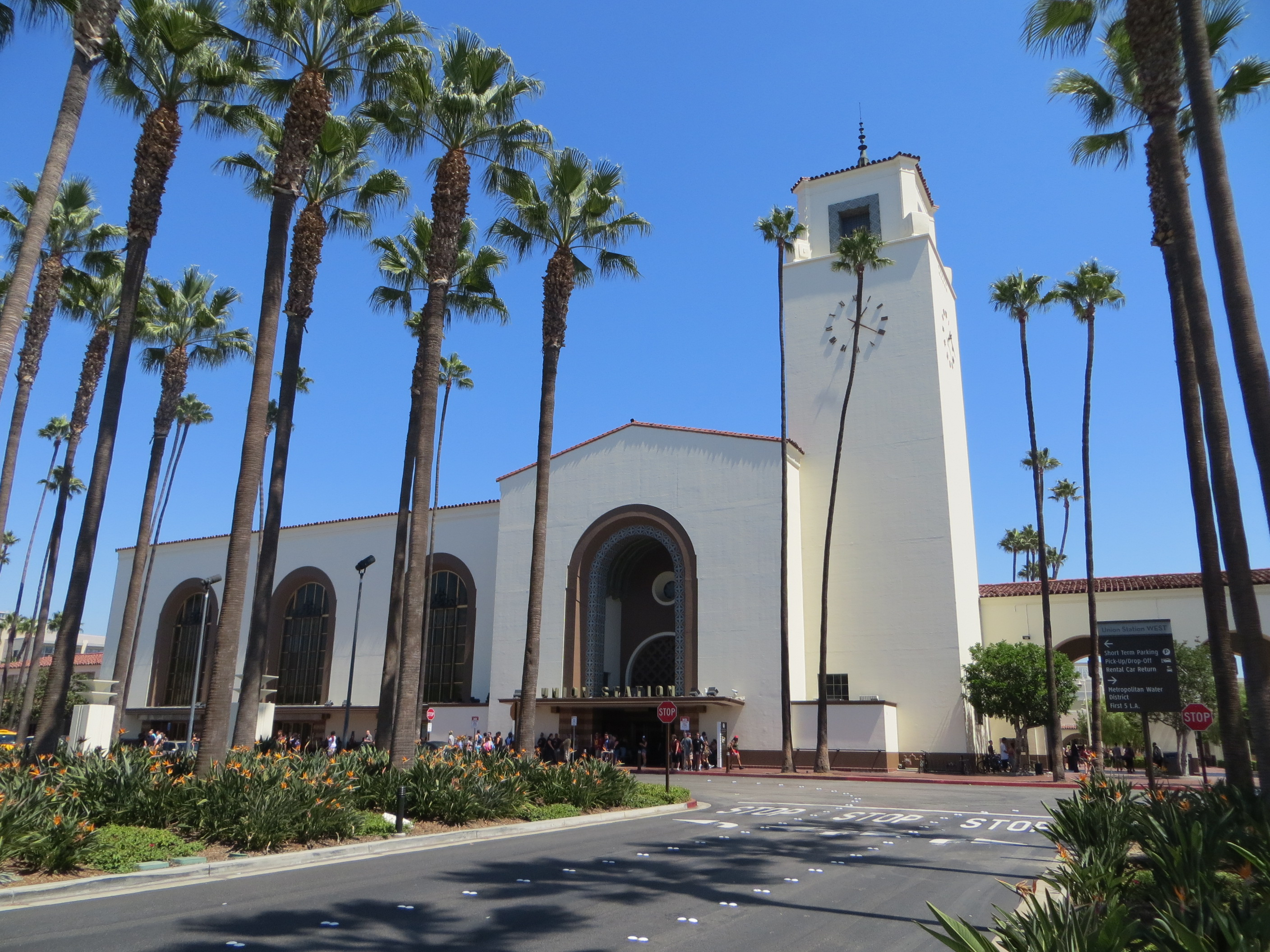
北米のユニオンステーションのひとつ、カリフォルニア州ロサンゼルスのロサンゼルス・ユニオン駅。アムトラックのほかメトロリンク、ロサンゼルスメトロゴールドライン、レッドライン、パープルラインが乗入れる。

アメリカ合衆国及びカナダでは、複数の鉄道事業者が共同で利用するターミナル駅を合同駅、ユニオンステーション（union station、ユニオン駅）またはユニオンターミナル(union terminal)と呼ぶ。ユニオンディーポ(union depot)と称するところもある。
北米の多くの都市には都市名を冠さない「ユニオンステーション」という名の駅が存在し、通常はその都市に発着するすべての旅客列車が発着する。ただしこれには例外もあり、シカゴにはユニオン駅を含め4つのターミナル駅がある。
北米のユニオンステーションは駅に乗り入れる鉄道事業者が共同出資した企業が所有しているのが一般的であり、各社はこの企業に線路使用料を払って乗り入れる。
但し今日では鉄道会社の統廃合や旅客列車本数の削減が進み、また長距離旅客列車の運行元がアムトラックおよびVIA鉄道に統合されたこともあって、「ユニオン駅」を名乗っているからと言って必ずしも乗換駅や共同ターミナル駅となっているとは限らない。中にはナッシュビルのユニオン駅のように、既に廃駅となった旧駅舎の建物自体が「ユニオン駅」という名前と共に残っている場合もある。